# Jyoti Kirit Parikh
Jyoti Kirit Parikh, née le 22 mars 1941 à Ahmedabad, en Inde, est l'actuelle directrice exécutive de Recherche et action intégrées pour le développement (IRADe). Elle a une expérience de près de trente ans sur les problèmes énergétiques et environnementaux des pays en développement. Elle fait partie des auteurs du GIEC qui reçoivent le prix Nobel de la paix en 2007.

## Biographie

### Enfance, éducation et débuts
Parikh naît le 22 mars 1941 à Ahmedabad, en Inde. Elle obtient en 1964 un M.Sc. option physiques et mathématiques de l'Université de Californie, Berkeley et en 1967, un doctorat en physique théorique de l'Université du Maryland, College Park.

### Carrière
Parikh est consultante en énergie auprès de la Banque mondiale, du Département américain de l'énergie, de la CEE, de Bruxelles et d'institutions des Nations unies telles que l'ONUDI, la FAO, l'UNU, l'UNESCO, et en tant que consultante en environnement auprès du PNUD. De 1976 à 1978 et de 1980 à 1986, elle travaille à l'Institut international d'analyse des systèmes appliqués (IIASA) en Autriche. De 1978 à 1980, elle est consultante principale en énergie à la National Institution for Transforming India (Niti Aayog). De 1986 à 2003, elle est professeure principale et directrice par intérim de l' Institut Indira Gandhi de recherche sur le développement (IGIDR) à Mumbai,. De 1995 à 1996, elle a été professeure invitée à l'Institute of Advanced Studies (IAS) de l'UNU à Tokyo.
Elle réalise de nombreux projets nationaux et internationaux. Son travail couvre des domaines tels que l'environnement, la modélisation de la demande d'énergie, les simulations de systèmes électriques, l'allocation de la biomasse dans les systèmes énergétiques ruraux, la politique énergétique, la gestion de la demande dans le secteur de l'électricité, les impacts du changement climatique, l'atténuation, les négociations, l'adaptation, la planification du système électrique., la comptabilité des ressources naturelles, le développement durable et la restructuration des modes de consommation, les coûts différentiels et le Fonds pour l'environnement mondial (FEM), le soutien de projets efficaces à l'échelle mondiale par le FEM, les questions Nord-Sud dans les stratégies de réponse du GIEC, la mise en œuvre conjointe de projets sur le changement climatique : opportunités pour le Nord-Sud coopération, commerce et environnement, et enquête à grande échelle sur l'énergie, l'eau et l'assainissement en milieu rural, l'économie de l'environnement pour le développement durable dans le processus de prise de décision. Il couvre quatre grands domaines d'intervention : la qualité de l'air ; La qualité d'eau; Régénération communautaire des terres et biodiversité dans le cadre global du développement durable.
Parikh est membre du Conseil du Premier ministre indien sur le changement climatique, qui est chargé de coordonner l'action nationale pour l'évaluation, l'adaptation et l'atténuation du changement climatique. Elle est récipiendaire du prix Nobel de la paix décerné aux auteurs du GIEC en 2007.
En tant que directrice de l'IRADe,, elle motive l'institution à poursuivre des recherches indépendantes sur les politiques sociales, économiques et scientifiques en mettant l'accent sur le développement et la croissance inclusive. La recherche se fait dans un cadre multidisciplinaire et multipartite afin d'intégrer différentes perspectives socio-économiques et de s'appuyer sur la compréhension au niveau politique en travaillant sur la Tarde énergétique de l'Asie du Sud, la résilience climatique urbaine et l'environnement urbain, l'énergie, l'électricité et le changement climatique.

### Travaux scientifiques
Elle publie plus de 250 articles de recherche et édite et co-écrit 25 livres et monographies. Les publications portent sur des domaines allant de l'analyse des politiques énergétiques et environnementales, aux politiques sur le changement climatique, à la modélisation, à l'évaluation des technologies, au secteur de l'énergie, à la gestion des ressources naturelles, à l'agriculture, à la santé, à la pauvreté et au genre et la gestion des ressources naturelles.

## Vie privée
Parikh est l'épouse de Kirit Parikh. Son fils Maulik Parikh est à l'Arizona State University et sa fille Anokhi Parikh est à Johannesburg, en Afrique du Sud.

## Honneurs et récompenses
- En tant que l'un des auteurs du GIEC, une organisation dont le travail reconnu par l'attribution conjointe du prix Nobel de la paix 2007[10]
- Récipiendaire du prix Women Performers - 2000
- Récipiendaire du prix spécial de l'énergie par la Fondation de recherche IBPL Urja à l'occasion des 50 ans d'indépendance de l'Inde - 1998
- Jubilé d'or du prix de l'indépendance de l'Inde pour l'efficacité énergétique (1997)
- Lauréat du deuxième prix IFORS en "Recherche Opérationnelle pour le Développement" (1996)
- Membre de l' Académie nationale des sciences, Inde
- Récipiendaire d'une médaille d'or de la Systems Society of India
- Récipiendaire du prix Boutros Ghali de la Japan Foundation for United nations
- Récipiendaire du prix OP Bhasin pour la science et l'environnement